# جاناتان م. گرگوری
جاناتان م. گرگوری (انگلیسی: Jonathan M. Gregory؛ زادهٔ ۱ ژانویهٔ ۲۰۰۰) دانشمند در زمینه هواشناسی اهل بریتانیا است.
وی همچنین برندهٔ جوایزی همچون همکار انجمن سلطنتی شده‌است.